# Massimo Briaschi
Massimo Briaschi (* 12. Mai 1958 in Lugo di Vicenza (VI), Italien) ist ein ehemaliger italienischer Fußballspieler und Spielervermittler.

## Biografie

### Vereinskarriere
Briaschi wurde schon mit 17 Jahren in die Profimannschaft von Lanerossi Vicenza berufen, nachdem diese gerade in die Serie B abgestiegen war. In seiner ersten Spielzeit bei Vicenza landete das Team auf dem 16. Platz und wäre fast abgestiegen. Doch für die nächste Saison wurde Paolo Rossi verpflichtet und dieser führte Vicenza wieder in die Serie A zurück. Briaschi wurde in seiner ersten Saison in der Serie A direkt Vizemeister mit Vicenza und nahm somit am UEFA-Pokal teil. Dort spielte Vicenza in der ersten Runde gegen FK Dukla Prag und schied aus, aber Briaschi schoss dabei immerhin ein Tor, welches zum zwischenzeitlichen Ausgleich der Serie (Hin- und Rückspiel) führte. In der darauf folgenden Saison verpasste Vincenza nur knapp den Klassenerhalt und stieg wegen der schlechteren Tordifferenz gegenüber dem FC Bologna überraschend wieder in die Serie B ab. Daraufhin wurde Briaschi in der nächsten Saison an Cagliari Calcio ausgeliehen und spielte somit zunächst weiter in der Serie A. Doch für Cagliari spielte er insgesamt nur sieben Mal, wobei er ein Tor schoss, und ging nach der Saison wieder zurück zu Vincenza. Obwohl er bei Vincenza in der darauf folgenden Saison bester Torschütze war, konnte er den überraschenden Abstieg in die Serie C nicht verhindern. Der Wiederaufstieg gelang ihm in seiner letzten Saison für Vincenza nicht, da das Team nur dritter, mit einem Punkt Abstand auf den AC Monza Brianza, wurde. Briaschi wechselte nach dieser Saison direkt in die Serie A zum CFC Genua. In Genua war er der erfolgreichste Stürmer des Teams und machte so auf sich aufmerksam und wurde nach nur zwei Spielzeiten für Genua von Juventus Turin verpflichtet. Bei Juventus Turin traf er unter anderem auf seinen alten Mitspieler Paolo Rossi. Seine erste Saison in Turin verlief sehr erfolgreich. Zwar wurde Juventus in der Liga nur sechster, konnte aber den Europapokal der Landesmeister gewinnen. Im folgenden Jahr wurde er mit Turin Meister und gewann auch noch den UEFA-Super-Cup und den Weltpokal. Briaschi konnte sich aber nie wirklich in der Mannschaft durchsetzen und wechselte nach einer weiteren Saison in Turin zurück nach Genua. Für den CFC absolvierte er noch drei eher bescheidene Spielzeiten und wechselte dann noch einmal für kurze Zeit zum AC Prato in die Serie C.

### Nationalmannschaft
Briaschi kam nie für die A-Nationalmannschaft Italiens zum Einsatz. Dennoch bestritt er vier Spiele für die U-21. Des Weiteren gehörte er bei den Olympischen Sommerspielen 1984 der italienischen Auswahl an, mit der er das Halbfinale erreichen konnte, in dem das Team gegen Brasilien verlor.

## Erfolge
- Italienische Serie-B-Meisterschaft: 1976/77
- UEFA Super Cup: 1984
- Europapokal der Landesmeister: 1984/85
- Weltpokal: 1985
- Italienische Meisterschaft: 1985/86